# 438
| 438                |
| ------------------ |
| Dødsfald - Fødsler |
|                    |

| Gregoriansk kalender | 438 CDXXXVIII           |
| Ab urbe condita      | 1191                    |
| Armensk kalender     | I/T                     |
| Kinesiske kalender   | 3134 – 3135 丁丑 – 戊寅 |
| Etiopisk kalender    | 430 – 431               |
| Jødisk kalender      | 4198 – 4199             |
| Hindukalendere       |                         |
| - Vikram Samvat      | 493 – 494               |
| - Shaka Samvat       | 360 – 361               |
| - Kali Yuga          | 3539 – 3540             |
| Iransk kalender      | 184 BP – 183 BP         |
| Islamisk kalender    | 190 BH – 189 BH         |

Se også 438 (tal)

## Begivenheder
- Gladiatorkampe bliver forbudt